# هکهوشاید
هکهوشاید (به آلمانی: Heckhuscheid) یک شهر در آلمان است که در بیتبورگ-پروم واقع شده‌است.